# The House of Usher
Cet article concerne le groupe allemand. Pour l'œuvre d'Edgar Allan Poe, voir La Chute de la maison Usher (nouvelle).
The House of Usher est un groupe allemand de rock gothique. Il est formé par Jörg Kleudgen et Markus Pick.

## Histoire

### 1990–2000
Le groupe est formé en été 1990. Le nom du groupe est choisi d'après la nouvelle La Chute de la maison Usher d'Edgar Allan Poe. Les premiers concerts n'ont cependant lieu qu'au début de l'année 1992 avec René Löffler à la guitare et Robert Nessler à la basse ainsi qu'une boîte à rythmes. À l'automne 1993, The House of Usher sort de son propre chef son premier split EP Relic en collaboration avec les groupes amis Substance of Dream et Bluefield. La même année, le mini-album Black Sunday sort sur Nyctalopia Records,. En été 1994, le premier album Stars Fall Down sort, à la suite de quoi le groupe entame une petite tournée en Italie. Ils y jouent à Modène, Pise et Turin. À la fin de l'année, lors de leur premier concert avec un batteur live dans la cave de la Maison Metternich à Coblence, le line-up se disloque en raison de divergences musicales.
Au cours du premier semestre 1995, le groupe se reforme et le guitariste Kai Schindelka vient renforcer le line-up. Cependant, ce dernier quitte The House of Usher au bout de six mois à peine pour des raisons de santé après un concert à Ratisbonne. Après son départ, deux nouveaux membres rejoignent le groupe en été : Ray Nottinger à la basse et Victor Constrictor à la guitare. Tous deux jouaient auparavant dans le groupe The Permanent Confusion.
En 1996, le single CD Succubus ainsi que l'album Zephyre sortent. Des concerts dans le cadre du 7e festival Night of Darkness à la Kulturfabrik Krefeld ainsi qu'au Popkomm de Cologne suivent. Après un concert à Bochum le 16 octobre, Ray Nottinger et Victor Constrictor quittent le groupe et sont remplacés par Tom Dornebusch de Cadra Ash à la basse, et Martin Krötz à la guitare. Un concert au festival Black Celebration à Darmstadt suit.
En 1997, le maxi-CD Earthbound sort, avec une vidéo du groupe comme piste bonus. Une fois de plus, il y eut un remaniement au sein du groupe et Tom Dornebusch est remplacé par Alexander Schneiders à la basse. Après la sortie du single en vinyle To Sow a Storm au printemps 1998, Markus Pick quitte le groupe. L'été de la même année, l'album Black Sunday Chronology sort et un autre moment fort suit : la participation au 1er festival de rock de Beyrouth, au Liban, avec les Dreadful Shadows, organise par une chaîne de radio et de télévision libanaise. En automne 1998, alors qu'ils travaillaient sur l'album Cosmogenesis, Dominic Daub, ancien guitariste du groupe Arts and Crafts, rejoint le line-up. Un concert à Eeklo en Belgique est enregistré et publié sous forme de CD live en édition limitée sous le titre Cerebral Darkness. Le cinquième album du groupe sort également à l'automne et a été suivi d'une tournée avec les Britanniques de Midnight Configuration.

### 2000–2009
En avril 2000, le bassiste Alexander Schneiders quitte le groupe, et est remplacé par Ralf Dunkel du groupe Fallen Apart. Il joue de la basse pour la première fois sur le split EP Burning Gates et lors d'un concert au Gothic World Treffen à Geretzhoven. Peu après, il se produit au festival M'era Luna à Hildesheim avec des groupes comme Faith and the Muse, The Mission, The Sisters of Mercy et HIM. Durant l'été de la même année, le groupe décide de passer une semaine de projet à Saint-Quay-Portrieux, en Bretagne, pour commencer à travailler sur l'album suivant, Inferno/L'Enfer. L'objectif était de laisser les impressions et les mythes du pays agir sur la musique en cours de création dans un environnement isolé de l'extérieur. Le 6 octobre, un concert acoustique est donné à la Maison du livre de Leipzig. Ce concert est enregistré et sort plus tard en auto-distribution sous le nom An Eve with Discord. Lors de ce concert, le groupe est soutenu par le batteur de Fallen Apart, Axel Burgard, qui devient ensuite un membre permanent du line-up.
En mai 2001, ils se produisent à Leeds et à Londres avec le batteur live Axel Burgard. Cette tournée se poursuit en novembre en Allemagne et en Autriche, avec des arrêts à Düsseldorf, Brême, Aix-la-Chapelle, Vienne, Hambourg et Münster.

### Depuis 2010

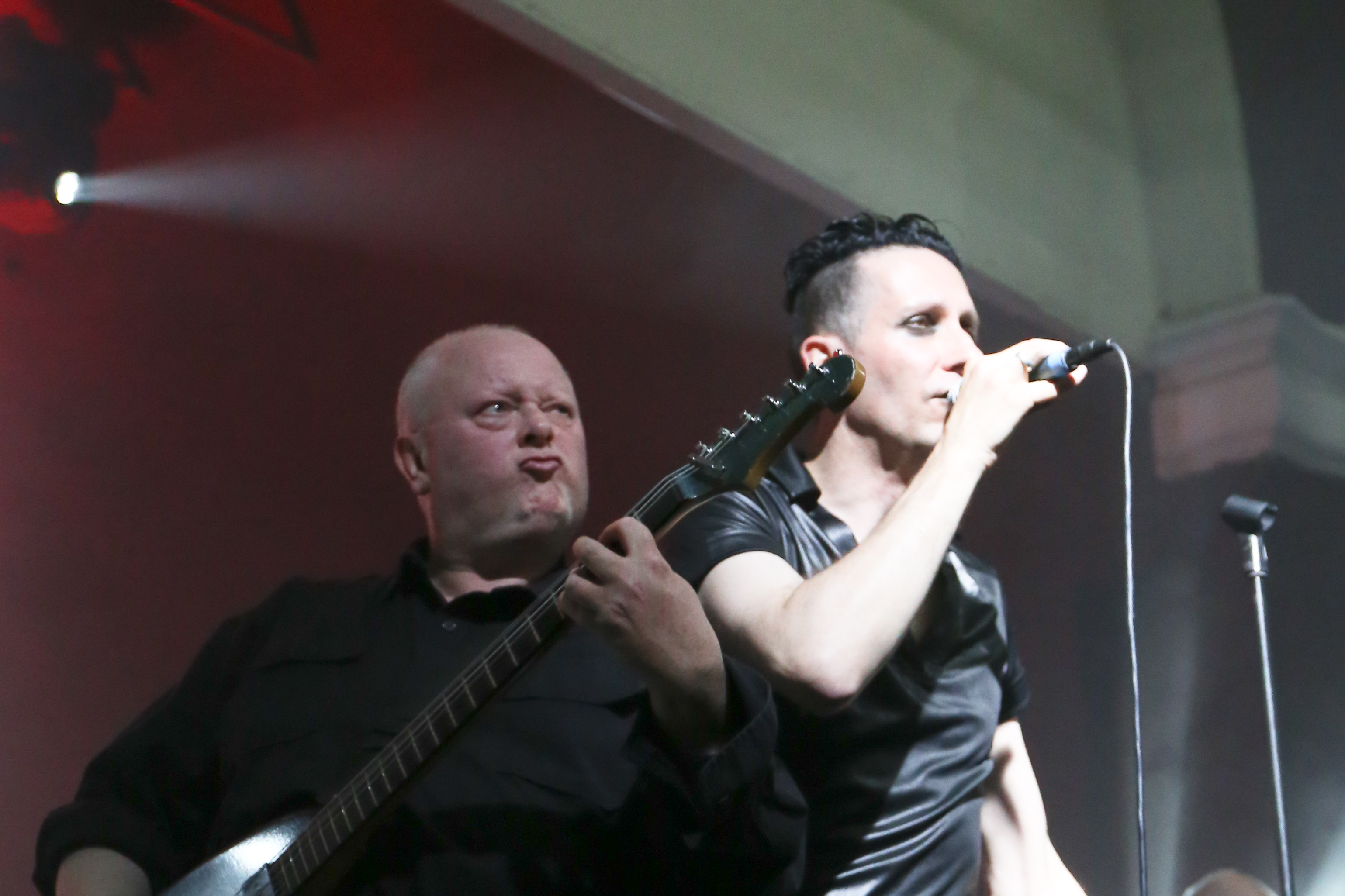
The House of Usher au WGT 2016.

En janvier 2010, le groupe sort son premier DVD et le livre qui l'accompagne, intitulé Necrologio. Il contient des vidéos, des enregistrements live, des photos, des morceaux inédits mais aussi une pièce radiophonique de 1996, créée pour mettre en musique un récit de Christian von Aster et qui n'a jamais été rendue publique, à l'exception d'une seule représentation lors du Wave-Gotik-Treffen. Un nouvel album est annoncé pour le printemps 2011. Le 2 avril, le groupe joue avec Firehead 92 et Grooving in Green à Berlin et le 23 avril à Bochum au Zwischenfall avec Epic Dreams, Rozencrantz et Psyche. Le même mois, le 22 avril, le groupe sort la première partie d'une édition CD auto-produite, la série Archive, intitulée Archive One. Celle-ci contient une lecture inédite du livre Cosmogenesis de Christian von Aster, réalisée en 2006 à la demande des éditions Blitz pour un livre audio accompagnant le recueil de nouvelles de Jörg Kleudgen, mais qui n'est jamais parue. Le 19 juin, le deuxième CD de la série Archive, Archive Two, sort. Ce CD contient une ancienne cassette de démonstration à quatre pistes datant de 1992 et s'intitule Wedge Beating Wrath. Il s'agit des treize premières chansons du line-up Kleudgen/Pick/Löffler/Nessler. 
Le CD bonus contient des enregistrements de concerts de cette époque et un encart explique le contexte de la création. Le 16 juillet 2011, le groupe se produit au Waregem Gothic Festival en Belgique, et le 3 septembre à la Nocturnal Culture Night au Kulturpark de Deutzen. Lors de ce concert, le temps de jeu du groupe est réduit à 20 minutes par la direction du festival, car la technique scénique ne fonctionnait pas. En novembre et décembre, une petite tournée avec Merciful Nuns et Whispers in the Shadow était prévue, mais elle est finalement annulée. Le 12 novembre, le groupe joue un concert à Prague avec XIII Století devant plus de 500 spectateurs. Le groupe retourne ensuite en studio pour continuer à travailler sur son neuvième album studio.
Le 29 janvier 2011, le groupe se produit au Musiktheater Piano de Dortmund en compagnie du groupe Tagismar. L'album qui sort en avril/mai devrait désormais s'appeler Pandora's Box. Le 3 février, trois autres albums de la série Archive, Archive Three, Four et Five, sont publiés. Ils contiennent les trois premiers albums épuisés du groupe. En outre, chaque CD contient une feuille d'accompagnement expliquant brièvement le contexte de la création. Archive Three et Five contient en outre un CD bonus avec des versions alternatives et un enregistrement de concert du 21 juillet 1999 au Schwimmbad-Club de Heidelberg. 

## Discographie

### Albums studio
- 1993 : Black Sunday (mini-album, Nyctalopia Records)
- 1994 : Stars Fall Down (Celtic Circle Productions)
- 1996 : Zephyre (Celtic Circle Productions)
- 1998 : Black Sunday Chronology (Nightbreed Recordings)
- 1999 : Cosmogenesis (Équinoxe Records)
- 2002 : Inferno/l’enfer (Équinoxe Records)
- 2005 : Radio Cornwall (Équinoxe Records)
- 2007 : When Our Idols Fall (Shadowplay Release)
- 2009 : Angst (Équinoxe Records)
- 2011 : Pandora's Box (Équinoxe Records)
- 2015 : Inauguration (Équinoxe Records)
- 2018 : Roaring Silence (Équinoxe Records)
- 2020 : Holyghost (Équinoxe Records)

### EP
- 1993 : Relic (split-EP avec Substance of Dreams et Bluefield)
- 2000 : Burning Gates (split-EP avec Burning Gates)
- 2010 : Archive One
- 2010 : Archive Two
- 2011 : Archive Three
- 2011 : Archive Four
- 2011 : Archive Five
- 2011 : Archive Six

### Singles
- 1996 : Succubus (single, Celtic Circle Productions)
- 1997 : Earthbound (maxi-single, Celtic Circle Productions)
- 1998 : To Sow a Storm (single)
- 2004 : Hegemony (split-single avec Fallen Apart, Équinoxe Records)
- 2005 : Sanctuary (split-single avec Ikon, Équinoxe Records)
- 2007 : Conspiracy (split-single avec The Escape, Équinoxe Records)
- 2013 : Reincarnation (Équinoxe Records)
- 2020 : Hibernation (split-single avec Reptyle, Equinoxe Records)

### Albums live
- 1999 : Cerebral Darkness (live à Eeklo/Belgique)
- 1999 : Goth Wars
- 2000 : An Eve with Discord
- 2002 : Engrammaton (live à Lorient/Bretagne)
- 2004 : Il Canto dell'Oscuritá (live en Italie, Équinoxe Records)

### DVD avec Buch
- 2010 : Necrologio (Équinoxe Records)